# Flambering
Flambering er en antænding af spirituosa, der er hældt over en varm ret. Det er lettest at tænde spiritussen som cognac eller whisky, hvis den er varmet op. Flambering er måske opstået, ved at pandekager parfumeret med Grand Marnier eller cognac blev antændt ved et uheld. Crêpes Suzette skal ikke flamberes efter originalopskriften. En peberbøf flamberes i cognac, mens en dessertomelet flamberes i  rom.